# Chenorhamphus grayi
Chenorhamphus grayi là một loài chim trong họ Maluridae.